# Monagas SC
Monagas Sport Club, meistens abgekürzt mit Monagas SC oder einfach el Monagas, ist ein venezolanischer Fußballverein aus Maturín. Er hat den Spitznamen Los guerreros del Guarapiche (Die Kriegers vom Guarapiche) aufgrund seines kämpferischen Stils und der Lage Maturíns am Fluss Guarapiche. Monagas SC spielt im Estadio Monumental de Maturín.

## Geschichte
Monagas Sport Club wurde von Joaquín (Fariñas) Da Silva, Ramón Ramírez und anderen Männern am 23. September 1987 gegründet. Am Anfang bestritt Monagas SC Freundschaftsspiele gegen die Mannschaften „Atlético Cumaná“, „Cachorros del Tigrito“, „Mariscales de Sucre“ und „Unión Deportivo de Puerto La Cruz“. Sein erstes offizielles Spiel war am 22. Mai 1988 gegen Unión Deportivo Puerto la Cruz.
Der Monagas Sport Club spielte bis 1990 in der zweiten venezolanischen Liga. Am Ende der Saison stieg Monagas Sport Club in die erste venezolanische Liga auf.
Der Monagas Sport Club qualifizierte sich für den Südamerika-Pokal in den Jahren 2002 und 2003. 2002 gewann Monagas Sport Club gegen Deportivo Táchira FC aus Venezuela in der ersten Runde mit 2-0 in San Cristóbal und 3-0 in Maturín. In der zweiten Runde wurde der Club aus Maturín vom CA San Lorenzo de Almagro aus Argentinien mit 0-3 in Puerto Ordaz, Venezuela, und 1-5 in Buenos Aires besiegt. 2003 wurde der Monagas Sport Club von Deportivo Italchacao aus Caracas in der ersten Runde des Südamerika-Pokal mit 1-2 in Maturín und 0-1 in Caracas besiegt.
Von 1987 bis 2007 spielte Monagas Sport Club im Alexander Bottini Stadion von Maturín. Seit 2007 ist der Estadio Monumental Sitz vom Fußballverein.

## Erfolge
Primera División
- Meister: 2017

## Trainer
| Staatsangehörigkeit     | Name               | Amtszeit                    | Kategorie        |
| ----------------------- | ------------------ | --------------------------- | ---------------- |
| Brasilianer Venezolaner | Joaquín Da Silva   | 1988                        | Segunda División |
| Brasilianer             | Gilberto Viana     | 1990                        | Segunda División |
| Venezolaner             | Bejuma             | -                           | Segunda División |
| Uruguayer Venezolaner   | Víctor Pignanelli  | 1992                        | Primera División |
| Uruguayer               | Luis Fernández     | -                           | Primera División |
| Kolumbianer             | Antonio Mejias     | -                           | Primera División |
| Kolumbianer             | Radamel García     | -                           | -                |
| Venezolaner             | Manolo Contreras   | Nacional 2001               | Primera División |
| Kolumbianer Venezolaner | Eduardo Borrero    | Apertura 2001-Apertura2002  | Primera División |
| Venezolaner             | Luis Mendoza       | Clausura 2003               | Primera División |
| Argentinier             | Daniel Lanata      | Clausura 2003-Apertura 2003 | Primera División |
| Venezolaner             | Alí Cañas          | Apertura 2003-Clausura 2005 | Primera División |
| Venezolaner             | Franco Fasciana    | Clausura 2005-Apertura 2005 | Primera División |
| Kolumbianer Venezolaner | Eduardo Borrero    | Apertura 2005-Clausura 2006 | Primera División |
| Venezolaner             | Franco Fasciana    | Clausura 2006-Apertura 2006 | Primera División |
| Venezolaner             | Del Valle Rojas    | Apertura 2006               | Primera División |
| Kolumbianer             | Bernardo Redín     | Apertura 2006-Clausura 2007 | Primera División |
| Venezolaner             | Alí Cañas          | Clausura 2007-Apertura 2007 | Primera División |
| Venezolaner             | Darío Martínez     | Clausura 2008               | Primera División |
| Argentinier             | Horacio Matuszyczk | Clausura 2008-Apertura 2008 | Primera División |
| Spanier Venezolaner     | Manuel Plasencia   | Apertura 2008-Apertura 2009 | Primera División |
| Venezolaner             | Alí Cañas          | Clausura 2010-Apertura 2011 | Primera División |
| Kolumbianer Venezolaner | Eduardo Borrero    | Clausura 2012-Apertura 2012 | Primera División |
| Uruguayer Venezolaner   | Saúl Maldonado     | Clausura 2013               | Primera División |
| Venezolaner             | Miguel Acosta      | Apertura 2013               | Segunda División |
| Venezolaner             | Jesús Iglesias     | Apertura 2013-Apertura 2014 | Segunda División |
| Venezolaner             | Alberto Valencia   | Apertura 2014-Clausura 2015 | Segunda División |
| Venezolaner             | Jorge Pérez        | Clausura 2015               | Segunda División |
| Venezolaner             | Néstor Sánchez     | Clausura 2015               | Segunda División |
| Venezolaner             | Edwin Quilagury    | Adecuación 2015             | Segunda División |

## Präsidenten
| Name                   | Amtszeit  |
| ---------------------- | --------- |
| Rubén León             | 1988–1992 |
| Romualdo Romero        | 1993–1995 |
| Jesús Salgado          | 1995–1996 |
| Rafael Castellín Osuna | 1997      |
| Claudio González       | 2000–2001 |
| Roicis Pérez           | 2001–2003 |
| Antonio del Moral      | 2003–2004 |
| Antonio Núñez          | 2004      |
| Manuel Villalba        | 2005      |
| Ramón Caballero        | 2005–2006 |
| Nelson Rodríguez       | 2006–2009 |
| Eduardo Pinto          | 2010      |
| Willy Farias           | 2010–2011 |
| Darwin Ágreda          | 2012      |
| Gustavo Mendiri        | 2013–2014 |
| Manuel Villalba        | seit 2014 |